# TCDD DE18100 sorozat
A TCDD DE18100 sorozat  egy török (A1A)(A1A) tengelyelrendezésű dízel-villamos mozdony sorozat. A TCDD üzemelteti. Összesen 20 db-ot gyártott belőle 1978-ban a Matériel de Traction Electrique. Honállomása İzmir.